# Neopolypria nigra
Neopolypria nigra is een keversoort uit de familie platsnuitkevers (Salpingidae). De wetenschappelijke naam van de soort werd in 1964 gepubliceerd door Abdullah.